# Circonscription électorale de Gérone
Ne doit pas être confondu avec Circonscription autonomique de Gérone.
La circonscription électorale de Gérone est une circonscription électorale de la Catalogne. l'une des cinquante-deux circonscriptions électorales espagnoles utilisées comme divisions électorales pour les élections générales espagnoles.
Elle correspond géographiquement à la province de Gérone.

## Historique
Elle est instaurée en 1977 par la loi pour la réforme politique puis confirmée avec la promulgation de la Constitution espagnole qui précise à l'article 68 alinéa 2 que chaque province constitue une circonscription électorale.

## Congrès des députés

### Synthèse
|             |       | 1977 | 1979 | 1982 | 1986 | 1989 | 1993 | 1996 | 2000 | 2004 | 2008 | 2011 | 2015 | 2016 | 04/19 | 11/19 | 2023 |
| ----------- | ----- | ---- | ---- | ---- | ---- | ---- | ---- | ---- | ---- | ---- | ---- | ---- | ---- | ---- | ----- | ----- | ---- |
| UCD         |       | 1    | 2    |      |      |      |      |      |      |      |      |      |      |      |       |       |      |
| SC          |       | 2    |      |      |      |      |      |      |      |      |      |      |      |      |       |       |      |
| PDC         |       | 2    |      |      |      |      |      |      |      |      |      |      |      |      |       |       |      |
| AP & alliés |       |      |      | 1    |      |      |      |      |      |      |      |      |      |      |       |       |      |
| PSC         |       |      | 2    | 2    | 2    | 2    | 2    | 2    | 2    | 2    | 3    | 1    | 1    | 1    | 1     | 1     | 2    |
| PP          |       |      |      |      |      |      |      |      | 1    |      |      | 1    |      |      |       |       |      |
| ERC         |       |      |      |      |      |      |      |      |      | 2    | 1    | 1    | 2    | 2    | 3     | 2     | 1    |
| CiU / CDC   |       |      | 1    | 2    | 3    | 3    | 3    | 3    | 2    | 2    | 2    | 3    | 2    | 2    |       |       |      |
| ECP         |       |      |      |      |      |      |      |      |      |      |      |      | 1    | 1    |       | 1     |      |
| Junts       |       |      |      |      |      |      |      |      |      |      |      |      |      |      | 2     | 2     | 2    |
| Sumar       |       |      |      |      |      |      |      |      |      |      |      |      |      |      |       |       | 1    |
|             |       |      |      |      |      |      |      |      |      |      |      |      |      |      |       |       |      |
| Total       | Total | 5    | 5    | 5    | 5    | 5    | 5    | 5    | 5    | 6    | 6    | 6    | 6    | 6    | 6     | 6     | 6    |

### 1977
| Parti | Parti | Députés                                    |
| ----- | ----- | ------------------------------------------ |
| SC    |       | Ernest Lluch, Rosina Lajo Pérez            |
| PDC   |       | Ramón Sala Canadell, Luis Sacrest Villegas |
| UCD   |       | Juan Gich Bech de Careda                   |

- Rosina Lajo Pérez est remplacée en septembre 1978 par Joan Paredes Hernández.

### 1979
| Parti | Parti | Députés                                  |
| ----- | ----- | ---------------------------------------- |
| PSC   |       | Lluís Maria de Puig, Ernest Lluch        |
| UCD   |       | Juan Botanch Dausa, José Arnau Figuerola |
| CiU   |       | Ramón Sala Canadell                      |

- Ramón Sala Canadell est remplacé en février 1980 par Josep López de Lerma López.

### 1982
| Parti  | Parti | Députés                                               |
| ------ | ----- | ----------------------------------------------------- |
| CiU    |       | Josep López de Lerma López, Jaume Casademont Perafita |
| PSC    |       | Lluís Maria de Puig, Joan Manuel del Pozo Álvarez     |
| AP-PDP |       | Juan Botanch Dausa                                    |

### 1986
| Parti | Parti | Députés                                                              |
| ----- | ----- | -------------------------------------------------------------------- |
| CiU   |       | Salvador Carrera Comes, Josep López de Lerma López, Pere Vidal Sardó |
| PSC   |       | Lluís Maria de Puig, Joan Manuel del Pozo Álvarez                    |

### 1989
| Parti | Parti | Députés                                                              |
| ----- | ----- | -------------------------------------------------------------------- |
| CiU   |       | Salvador Carrera Comes, Josep López de Lerma López, Pere Vidal Sardó |
| PSC   |       | Lluís Maria de Puig, Joan Manuel del Pozo Álvarez                    |

### 1993
| Parti | Parti | Députés                                                              |
| ----- | ----- | -------------------------------------------------------------------- |
| CiU   |       | Salvador Carrera Comes, Josep López de Lerma López, Pere Vidal Sardó |
| PSC   |       | Lluís Maria de Puig, Joan Manuel del Pozo Álvarez                    |

### 1996
| Parti | Parti | Députés                                                                    |
| ----- | ----- | -------------------------------------------------------------------------- |
| CiU   |       | María Mercé Amorós Sans, Josep López de Lerma López, María Zoila Riera Ben |
| PSC   |       | Lluís Maria de Puig, Montserrat Palma Muñoz                                |

### 2000
| Parti | Parti | Députés                                           |
| ----- | ----- | ------------------------------------------------- |
| CiU   |       | Josep López de Lerma López, María Zoila Riera Ben |
| PSC   |       | Lluís Maria de Puig, Montserrat Palma Munõz       |
| PP    |       | Jordi de Juan Casadevall                          |

### 2004
| Parti | Parti | Députés                                     |
| ----- | ----- | ------------------------------------------- |
| PSC   |       | Àlex Sáez Jubero, Josep María Guinart Solá  |
| CiU   |       | Jordi Xuclà i Costa, Montserrat Palma Muñoz |
| ERC   |       | Francesc Canet Coma, Joan Puig Cordón       |

- Francesc Canet Coma est remplacé en novembre 2006 par Laia Cañigueral Olivé.

### 2008
| Parti | Parti | Députés                                                         |
| ----- | ----- | --------------------------------------------------------------- |
| PSC   |       | Montserrat Palma Muñoz, Àlex Sàez Jubero, Juli Fernández Iruela |
| CiU   |       | Jordi Xuclà i Costa, Montserrat Surroca Comas                   |
| ERC   |       | Francesc Canet Coma                                             |

### 2011
| Parti | Parti | Députés                                                              |
| ----- | ----- | -------------------------------------------------------------------- |
| CiU   |       | Jordi Xuclà i Costa, Montserrat Surroca Comas, Carles Pàramo Ponsetí |
| PSC   |       | Àlex Sáez Jubero                                                     |
| PP    |       | Enric Millo                                                          |
| ERC   |       | Teresa Jordà                                                         |

- Enric Millo (PP) ne siège pas et est remplacé dès l'ouverture de la législature par Concepció Veray Cama.

### 2015
| Parti | Parti | Députés                                  |
| ----- | ----- | ---------------------------------------- |
| ERC   |       | Teresa Jordà, Joan Olòriz Serra          |
| CDC   |       | Jordi Xuclà i Costa, Elena Ribera Garijo |
| ECP   |       | Dolors Terradas Viñals                   |
| PSC   |       | Marc Lamuà Estañol                       |

### 2016
| Parti | Parti | Députés                                     |
| ----- | ----- | ------------------------------------------- |
| ERC   |       | Teresa Jordà, Joan Olòriz Serra             |
| CDC   |       | Jordi Xuclà i Costa, Sergi Miquel i Valentí |
| ECP   |       | Marta Sibina i Camps                        |
| PSC   |       | Marc Lamuà Estañol                          |

Teresa Jordà (ERC) est remplacée en juin 2018 par Joan Margall Sastre.

### Avril 2019
| Parti | Parti | Députés                                                           |
| ----- | ----- | ----------------------------------------------------------------- |
| ERC   |       | Montserrat Bassa Coll, Joan Margall Sastre, Laia Cañigueral Olivé |
| Junts |       | Jaume Alonso-Cuevillas i Sayrol, Sergi Miquel i Valentí           |
| PSC   |       | Marc Lamuà Estañol                                                |

### Novembre 2019
| Parti | Parti | Députés                                        |
| ----- | ----- | ---------------------------------------------- |
| ERC   |       | Montserrat Bassa Coll, Joan Margall Sastre     |
| Junts |       | Mariona Illamola Dausà, Sergi Miquel i Valentí |
| PSC   |       | Marc Lamuà Estañol                             |
| ECP   |       | Laura López Domínguez                          |

### 2023
| Parti | Parti | Députés                                          |
| ----- | ----- | ------------------------------------------------ |
| PSC   |       | Marc Lamuà Estañol, María Blanca Cercas Mena     |
| Junts |       | Marta Madrenas i Mir, Josep Maria Cervera Pinart |
| ERC   |       | Montserrat Bassa Coll                            |
| Sumar |       | Júlia Boada Danés                                |

- Montserrat Bassa (ERC) est remplacée le 8 octobre 2024 par Etna Estrems Fayos.

## Sénat

### Synthèse
|               |       | 1977 | 1979 | 1982 | 1986 | 1989 | 1993 | 1996 | 2000 | 2004 | 2008 | 2011 | 2015 | 2016 | 04/19 | 11/19 | 2023 |
| ------------- | ----- | ---- | ---- | ---- | ---- | ---- | ---- | ---- | ---- | ---- | ---- | ---- | ---- | ---- | ----- | ----- | ---- |
| SC            |       | 3    |      |      |      |      |      |      |      |      |      |      |      |      |       |       |      |
| PSC           |       |      | 3    | 1    | 1    | 1    | 1    | 1    |      |      |      |      |      |      |       |       | 3    |
| Entesa-Entesa |       |      |      |      |      |      |      |      | 1    | 3    | 3    | 1    |      |      |       |       |      |
| ERC           |       |      |      | 1    |      |      |      |      |      |      |      |      | 2    | 3    | 3     | 2     |      |
| CiU/CDC       |       | 1    | 1    | 2    | 3    | 3    | 3    | 3    | 3    | 1    | 1    | 3    | 2    | 1    |       |       |      |
| Junts         |       |      |      |      |      |      |      |      |      |      |      |      |      |      | 1     | 2     | 1    |
|               |       |      |      |      |      |      |      |      |      |      |      |      |      |      |       |       |      |
| Total         | Total | 4    | 4    | 4    | 4    | 4    | 4    | 4    | 4    | 4    | 4    | 4    | 4    | 4    | 4     | 4     | 4    |

### 1977
| Parti | Parti | Sénateurs                                                        |
| ----- | ----- | ---------------------------------------------------------------- |
| SC    |       | Pere Portabella Rafols, Jaume Sobrequés Callicó, Salvador Sunyer |
| CDC   |       | Francesc Ferrer Gironés                                          |

### 1979
| Parti | Parti | Sénateurs                                                               |
| ----- | ----- | ----------------------------------------------------------------------- |
| PSC   |       | Francesc Ferrer Gironés, Josep Rahola D'Espona, Jaume Sobrequés Callicó |
| CiU   |       | Jaume Casademont Perafita                                               |

### 1982
| Parti | Parti | Sénateurs                                     |
| ----- | ----- | --------------------------------------------- |
| PSC   |       | Francesc Ferrer Gironés                       |
| CiU   |       | Narcís Oliveras Terradas, Ramon Sala Canadell |
| ERC   |       | Josep Rahola D'Espona                         |

### 1986
| Parti | Parti | Sénateurs                                                                |
| ----- | ----- | ------------------------------------------------------------------------ |
| CiU   |       | Jaume Casademont Perafita, Marcía Oliveras Terradas, Ramon Sala Canadell |
| PSC   |       | Francesc Ferrer Gironés                                                  |

### 1989
| Parti | Parti | Sénateurs                                                           |
| ----- | ----- | ------------------------------------------------------------------- |
| CiU   |       | David Marca Cañellas, Narcís Oliveras Terradas, Ramon Sala Canadell |
| PSC   |       | Francesc Ferrer Gironés                                             |

### 1993
| Parti | Parti | Sénateurs                                                          |
| ----- | ----- | ------------------------------------------------------------------ |
| CiU   |       | Manuel Ibarz Casadevall, David Marca Cañellas, Ramon Sala Canadell |
| PSC   |       | Arseni Gibert Bosch                                                |

### 1996
| Parti | Parti | Sénateurs                                                             |
| ----- | ----- | --------------------------------------------------------------------- |
| CiU   |       | Salvador Capdevila Bas, Salvador Carrera Comes, Joaquim Vidal Perpiña |
| PSC   |       | Arseni Gibert Bosch                                                   |

### 2000
| Parti  | Parti | Sénateurs                                                          |
| ------ | ----- | ------------------------------------------------------------------ |
| CiU    |       | Salvador Capdevila Bas, Salvador Servià Costa, Jordi Xuclà i Costa |
| Entesa |       | Arseni Gibert Bosch                                                |

### 2004
| Parti  | Parti | Sénateurs                                                         |
| ------ | ----- | ----------------------------------------------------------------- |
| Entesa |       | Miquel Bofill Abelló, Rafel Bruguera Batalla, Lluís Maria de Puig |
| CiU    |       | Rosa Nuria Aleixandre Cerarols                                    |

### 2008
| Parti  | Parti | Sénateurs                                                              |
| ------ | ----- | ---------------------------------------------------------------------- |
| Entesa |       | Miquel Bofill Abelló, Maria Josefa Celaya Armisen, Lluís Maria de Puig |
| CiU    |       | Rosa Núria Aleixandre Cerarols                                         |

- Lluís Maria de Puig (PSC) est remplacé en février 2011 par Rafel Bruguera Batalla.

### 2011
| Parti  | Parti | Sénateurs                                                  |
| ------ | ----- | ---------------------------------------------------------- |
| CiU    |       | Joan Bagué, Pere Maluquer Ferrer, Maria Rieradevall Tarrés |
| Entesa |       | Rafel Bruguera Batalla                                     |

### 2015
| Parti | Parti | Sénateurs                           |
| ----- | ----- | ----------------------------------- |
| ERC   |       | Jordi Martí Deulofeu, Joaquim Ayats |
| CDC   |       | Joan Bagué, Clàudia Massó Fontàs    |

### 2016
| Parti | Parti | Sénateurs                                                  |
| ----- | ----- | ---------------------------------------------------------- |
| ERC   |       | Jordi Martí Deulofeu, Joaquim Ayats, Elisenda Pérez Esteve |
| CDC   |       | Joan Bagué                                                 |

### Avril 2019
| Parti | Parti | Sénateurs                                                          |
| ----- | ----- | ------------------------------------------------------------------ |
| ERC   |       | Jordi Martí Deulofeu, Elisenda Pérez Esteve, Josep Quintana Caralt |
| Junts |       | Josep Maria Matamala i Alsina                                      |

### Novembre 2019
| Parti | Parti | Sénateurs                                                 |
| ----- | ----- | --------------------------------------------------------- |
| ERC   |       | Jordi Martí Deulofeu, Elisenda Pérez Esteve               |
| Junts |       | Josep Maria Matamala i Alsina, Josep Maria Cervera Pinart |

### 2023
| Parti | Parti | Sénateurs                                                         |
| ----- | ----- | ----------------------------------------------------------------- |
| PSC   |       | Consol Cantenys Arbolí, Martí Sans Pairuto, Lluïsa Blanch Fulcarà |
| Junts |       | Joan Bagué                                                        |